# Корнелій Север
Пу́блій Корне́лій Севе́р (лат. Publius Cornelius Severus, I століття до н. е. — I століття н. е.) — давньоримський поет часів правління імператора Октавіана Августа.

## Життєпис
Про особисте життя Севера мало відомостей. Є згадки про нього у Квінтіліана, Овідія, Сенеки Старшого. З доробку відомо лише про декілька творів Севера.
Це значна поема «Про Сицилійську війну», в якій йдеться про боротьбу Октавіана з Секстом Помпеєм під час громадянської війни. Про інші твори дуже мало відомостей — «Римські справи» та «Етна». Вони не були завершені, перервані раптовою смертю поета.